# Суперкубок Туркменістану з футболу 2007
Суперкубок Туркменістану з футболу 2007  — 3-й розіграш турніру. Матч відбувся 9 липня 2008 року між чемпіоном Туркменістану клубом Ашгабат та володарем кубка Туркменістану клубом Шагадам..
| Володар Суперкубка Туркменістану 2007 |
| ------------------------------------- |
|                                       |
| Ашгабат Перший титул                  |

## Матч

### Деталі
| 9 липня 2008 |

| Ашгабат    | 1:1      | Шагадам     |
| ---------- | -------- | ----------- |
| Кулієв 70' |          | Айрумян 55' |
|            | Пенальті |             |
|            | 3:2      |             |

|  |